# Lactarius clarkeae
Lactarius clarkeae é um fungo que pertence ao gênero de cogumelos Lactarius na ordem Russulales. Encontrado na Austrália, foi descrito cientificamente pelo australiano John Burton Cleland em 1927.